# Виладомат, Антони
Антони Виладомат-и-Манальт (исп. Antoni Viladomat i Manalt; 20 марта 1678, Барселона — 22 января 1755, Барселона) — каталонский художник эпохи барокко.

## Биография
Один из наиболее известных каталонских художников XVIII века. Родился в семье ювелира Сальвадора Виладомата Рафольса и Франчески Манальт. Учился рисовать у проживавшего в Берге художника Паскаля Савалла. После его смерти в 1691 году Антони поступил в ученики к Хуану Баптиста Перрамону (в 1692 году) и работал у него длительное время.
А. Виладомат-и-Манальт является мастером, украсившим своими рисунками церковь иезуитов в Таррагоне (1698). В 1703 году он написал несколько картин для капеллы госпиталя св. Креста (Hospital de la Santa Creu) в Барселоне. Работал преимущественно по религиозной тематике, заказчиками его полотен были многочисленные монастыри и церкви Каталонии. Был членом Коллегии художников Барселоны и конвента (общества) св. Франциска в Барселоне.
В 1714 и в 1720 годах работал над украшением собора Санта-Мария-дель-Пи в Барселоне. В нём же и был похоронен.

## Галерея

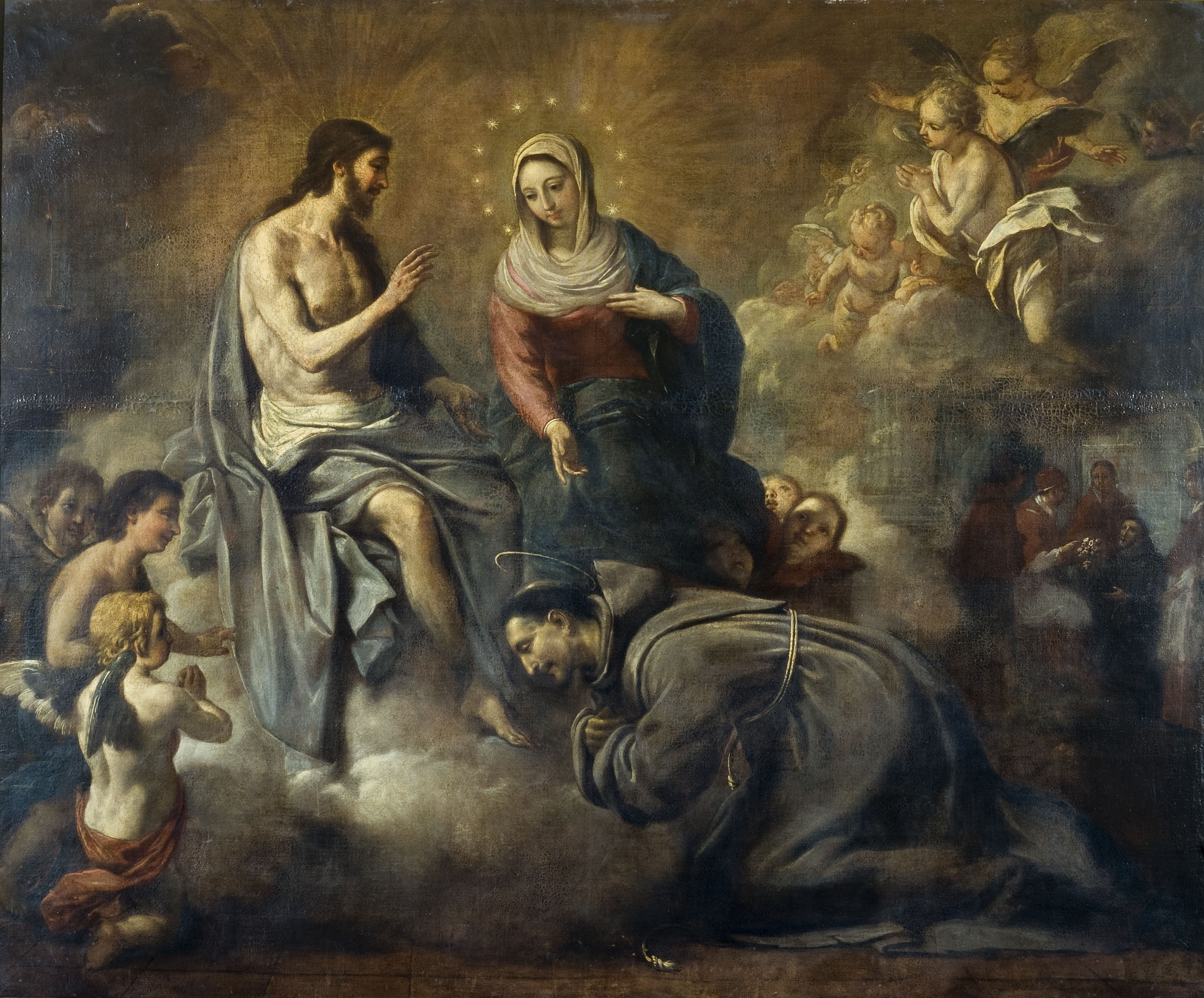
Иисус даёт индульгенцию св. Франциску
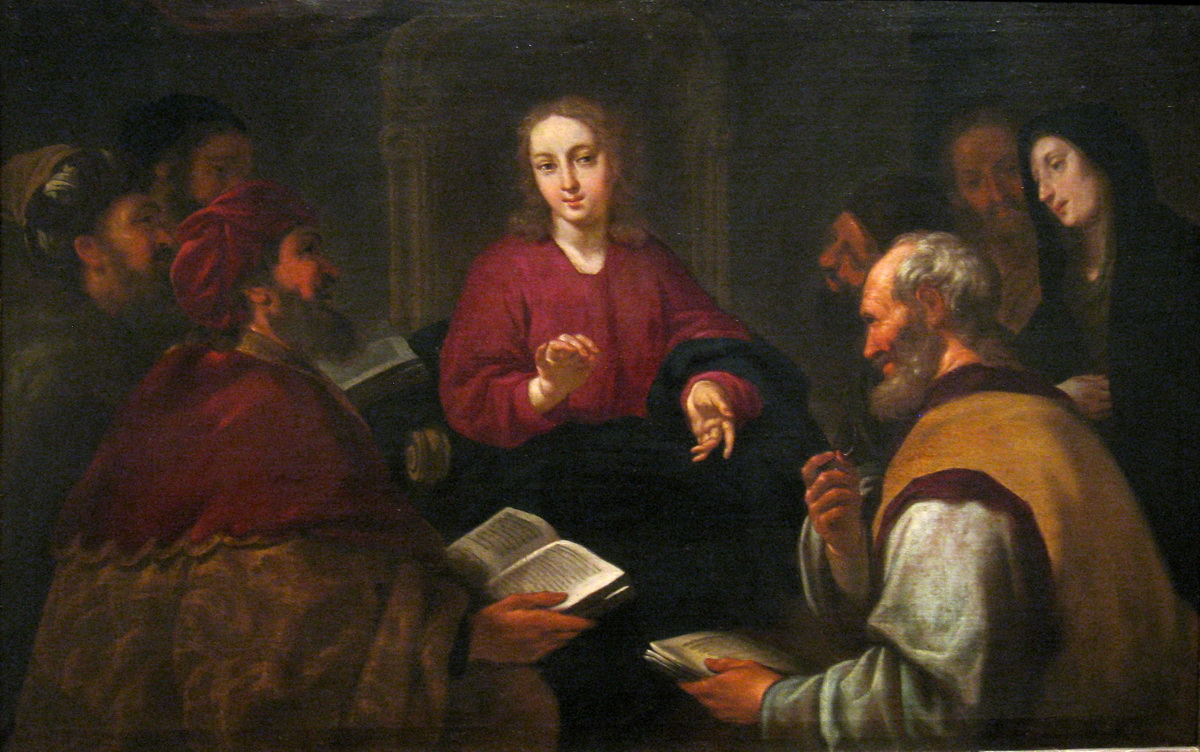
Иисус, принимающий учёных (1720)
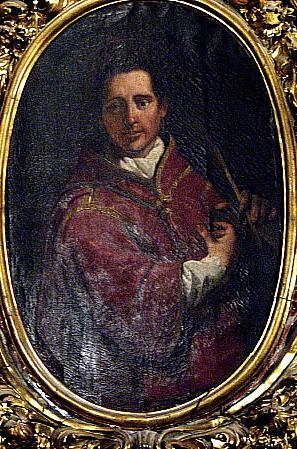
Портрет дворянина
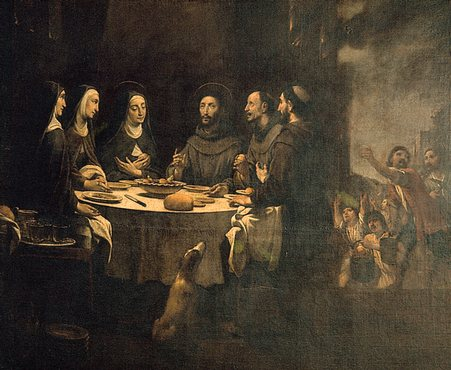
Св. Франциск и св. Клара

1. 1 2  Antoni Viladomat Manalt // Diccionario biográfico español (исп.) — Real Academia de la Historia, 2011.